# Muzeum Pomorza Środkowego w Słupsku
Muzeum Pomorza Środkowego w Słupsku (MPŚ) – muzeum z siedzibą w Słupsku, wpisane do Państwowego Rejestru Muzeów pod numerem 23/135. Siedziba największej na świecie kolekcji dzieł Stanisława Ignacego Witkiewicza.

## Historia
Pierwsze muzeum w Słupsku rozpoczęło działalność w 1924 roku. Tradycję po niemieckich muzealnikach kontynuowali Polacy i w 1948 otworzyli muzeum przejmując po przedwojennym Heimatmuseum ponad 600 obiektów. Obecnie zbiory liczą ponad 30 000 muzealiów, a księgozbiór ponad 22 000 woluminów. Placówka posiada bogate i różnorodne zbiory: obiekty związane z historią Pomorza: sztukę dawną i współczesną, pamiątki po ostatnich mieszkańcach zamku, rzemiosło artystyczne, w tym srebrny ołtarz darłowski z XVII w., numizmaty oraz obiekty etnograficzne. Ponadto obejmuje zbiory specjalne: starodruki, kartografię i archiwalia. 
Muzeum to słynie z największej na świecie kolekcji prac Witkacego. Inicjatorem powstania kolekcji był wieloletni dyrektor muzeum i polski historyk sztuki Janusz Przewoźny.

## Lokalizacje
Muzeum Pomorza Środkowego mieści się w kompleksie budynków znajdujących się w centrum miasta:
- Zamek Książąt Pomorskich – jako muzeum czynny od 1965 roku, w którym prezentowane są stałe ekspozycje obejmujące m.in. skarby, w tym krypty Książąt Pomorskich z dynastii Gryfitów, zabytki sztuki sakralnej pochodzące z kościołów regionu słupskiego, sztuka dawna Pomorza, obiekty związane z historią miasta i jego mieszkańców oraz kolekcja sztućców i akcesoriów kulinarnych. Do 2017 roku w zamku prezentowana była też kolekcja prac Stanisława Ignacego Witkiewicza – Witkacego. Ponadto prezentowane są często zmieniane wystawy czasowe,
- Młyn Zamkowy – czynny od 1968 roku, w którym prezentowane są ekspozycje dotyczące kultury materialnej dawnej ludności autochtonicznej regionu oraz pamiątki po osadnikach przybyłych na Pomorze po 1945 roku, a także czasowe wystawy etnograficzne,
- Spichlerz Richtera – przeniesiony z innego miejsca w mieście i włączony w obręb muzeum dzięki wsparciu niemieckiemu. Znajdują się w nim biura muzeum oraz prezentowane są wystawy czasowe (w herbaciarni),
- wybudowany w XX w. stylizowany Dworek, czynny od 1979 roku, w którym mieszczą się biura i biblioteka.
- Brama Młyńska – czynna od 1982 roku, w której znajduje się dział konserwatorski,
- Biały Spichlerz – czynny od 2019 roku, w którym prezentowana jest największa na świecie kolekcja prac plastycznych Stanisława Ignacego Witkiewicza – Witkacego oraz sztuka współczesna i wystawa dotycząca powojennego Słupska,
- Czerwony Spichlerz – budynek nieużytkowany, w trakcie remontu (stan na styczeń 2025 roku).

Przez lata w sezonie letnim (w każdą niedzielę lipca i sierpnia) muzeum organizowało na Rynku Rybackim w Słupsku (przed Spichlerzem Richtera) Jarmark Gryfitów, do którego atrakcji należą m.in.: handel starociami, numizmatami, książkami, wyrobami jubilerskimi z bursztynu oraz wyrobami bartniczymi, a także pokazy walk średniowiecznych i występy artystyczne.
Muzeum w 2017 roku odwiedziło 85510 osób: 41080 osób Kluki, 22783 osób Swołowo i 21647 osób siedzibę główną.

## Dyrektorzy
- Janusz Przewoźny (1964-?)
- Mieczysław Jaroszewicz (1982-2013)
- Marzenna Mazur (od 2013)

## Oddziały
W skład muzeum wchodzą także dwa oddziały: Muzeum Wsi Słowińskiej w Klukach – skansen wsi słowińskiej w Klukach (na terenie Słowińskiego Parku Narodowego) oraz Muzeum Kultury Ludowej Pomorza w Swołowie.